# 發莎尼哈兒
發莎尼哈兒（阿美語:Fasawnihar/Fasonihar/Basunihar），是阿美族的一名神祇，索羅芳的一員。他下凡教阿美族的巫師治病的方法，祂的故事在阿美族裡以口傳方式流傳。

## 職責
黎明與空想之神、福祉之神，司掌預防疾病及環境清潔的職權:47。在疾病起源傳說當中，被稱之為驅逐疾病的神靈。

## 神話
阿美族傳統上是由巫師幫人治病的。傳說中，一開始巫師不容易治好病，但是有一天，一個叫做發莎尼哈兒（Fasonihar）的神以小孩子的外貌下凡，住在Kacilag社的巫師沙尼奈（Saninay）的家裡，那家人請他吃飯，但他只吃小米酒釀（'caw），那家人就給祂吃。吃飽後，祂的樣子變成大人，祂說巫師的治病的方法錯誤，要沙尼奈明天中午集合巫師，祂要教正確的方法。
隔天，正午前巫師們便在沙尼奈的家裡集合起來，正午的時候，天上傳來一陣鈴聲，發莎尼哈兒憑空在家裡出現，祂先跟大家吃飯，然後帶著所有人一起唱歌跳舞，教他們禱文，教完後，祂命令巫師們從今以後照祂所教的去治病，然後就消失了。
藉由祂所教的方式，以後治好的人就變多了。